# Neurocyta brunnea
Neurocyta brunnea är en nattsländeart som först beskrevs av Martynov 1930.  Neurocyta brunnea ingår i släktet Neurocyta och familjen broknattsländor. Inga underarter finns listade i Catalogue of Life.